# Il pirata dell'amore
Il pirata dell'amore (The Vixen) è un film muto del 1916 diretto da J. Gordon Edwards. È conosciuto anche con il titolo The Love Pirate. Protagonista della storia, la vamp per eccellenza del cinema muto, Theda Bara, nell'ennesimo ruolo di mangiatrice di uomini. Il film, come gran parte delle pellicole girate dall'attrice, è andato perduto.

## Produzione
Il film fu prodotto dalla Fox Film Corporation. Venne girato nel New Jersey.

## Distribuzione
Il copyright del film, richiesto da William Fox, fu registrato il 3 dicembre 1916 con il numero LP9649. 
Distribuito dalla Fox Film Corporation, il film uscì nelle sale cinematografiche statunitensi il 3 dicembre 1916 con il titolo originale The Vixen.
Non si conoscono copie ancora esistenti della pellicola che viene considerata presumibilmente perduta.